# Кнорринг, Ирина Николаевна
Ири́на Никола́евна Кно́рринг (4 мая 1906, в помещичьем имении, в селе Елшанка, Самарская губерния — 23 января 1943, Париж) — русская поэтесса.

## Биография
Ирина Николаевна Кнорринг родилась 21 апреля (4 мая по новому стилю) 1906 года в селе Елшанка Самарской губернии, в родовом поместье семьи Кноррингов. Отец Ирины Николай Николаевич Кнорринг происходил из дворянского рода поволжских немцев, мать Мария Владимировна (урождённая Щепетильникова) была дочерью статского советника. Когда родилась Ирина, её родители были студентами: Мария Владимировна училась на Высших женских курсах в Москве; Николай Николаевич — на историко-филологическом факультете Московского университета. Первые годы Ирина росла в семье дяди и тёти, дом которых находился рядом с их домом в Елшанке. После окончания университета Н. Н. Кнорринг был направлен в Харьков на должность директора гимназии. Вскоре туда переехала и его семья, каждое лето приезжавшая на каникулы в Елшанку. В возрасте четырёх лет Ирина научилась читать и писать; в восемь лет начала писать стихи.
В 1914 году Ирина поступила в Женскую гимназию Е. Покровской в Харькове. В те же годы она брала уроки игры на рояле и уроки танцев у местного балетмейстера. В 1919 году гимназия была реквизирована, вскоре Ирина с матерью бежали в Ростов-на-Дону; позднее к ним присоединился Н. Н. Кнорринг, эвакуированный в составе Харьковского учебного округа. Затем семья переехала в Туапсе, а оттуда — в Крым, куда Н. Н. Кнорринг эвакуировался в качестве секретаря газеты «Земля», органа генерального штаба армии Врангеля. В Крыму Н. Н. Кнорринг работал при Таврическом университете, выступал с лекциями, работал в университетской библиотеке. В Севастополе Николай Николаевич устроился штатным преподавателем истории в Морской корпус.

### В эмиграции
Кнорринги покинули Россию 13 ноября 1920 года на линкоре «Генерал Алексеев». В Константинополе гражданские лица (в их числе Мария Владимировна и Ирина Кнорринги) были переведены с линкора «Генерал Алексеев» на пассажирский пароход «Великий князь Константин». 21 ноября 1920 года Черноморский флот был переименован в Русскую эскадру, 33 корабля которой зимой 1920—1921 годах пришли в Бизерту (Тунис). Морской корпус был размещен в форте «Джебель Кебир», а гражданские лица и обслуживающий персонал в пригороде Бизерты Сфаяте. Ирина с родителями разместилась в Сфаяте, Н. Н. Кнорринг преподавал в Морском корпусе «Историю русской культуры». Ирина училась в школе Морского корпуса, расположенной на броненосце «Георгий Победоносец», летом 1924 года сдала экзамены на аттестат зрелости.
В мае 1925 года семья Кноррингов переехала во Францию, где жила крайне бедно. Николай Николаевич работал в Тургеневской библиотеке, читал лекции в Русском народном университете, публиковался в газете «Последние новости». М. В. Кнорринг работала на парфюмерной фабрике, в кукольных мастерских, вместе с дочерью зарабатывала вышиванием и вязанием на дому. Ирина посещала курсы французского языка, лекции в Русском народном университете и на Русском историко-филологическом отделении при Сорбонне; училась во Франко-русском институте социальных и общественных наук; ходила на собрания Союза молодых поэтов и писателей, где бывали В. Ходасевич, М. Цветаева с С. Эфроном, Г. Адамович, Г. Иванов и И. Одоевцева, Тэффи, М. Алданов, М. Цетлин (Амари), Н.Берберова, М. Слоним.
Осенью 1926 года Ирина познакомилась с поэтом Юрием Софиевым. Весной 1927 года Ирина, давно страдавшая постоянной жаждой, недомоганием и сонливостью, обратилась к врачу, и ей был поставлен диагноз «диабет». Когда Ю. Софиев делал предложение Ирине, он уже знал, какую ответственность брал на себя. 20 января 1928 года Ирина и Юрий повенчались. Таинство совершал о. Георгий Спасский, основатель и настоятель первой русской православной церкви в Бизерте, знавший Ирину со времен Сфаята. При венчании он обратился к ним с такими словами: «У Ирины… очень поэтическая душа. Но всегда очень грустна её муза. От вас, Юрий Борисович, зависит, чтобы на её лире зазвучали другие ноты». После заключения брака Ирина взяла фамилию мужа, но стихи подписывала по-прежнему «Ирина Кнорринг». 19 апреля 1929 года родился сын Игорь. Жизнь Ирины приобрела новый смысл и заботы, она приспособилась к ежедневным уколам, пробам на сахар, ограничениям в питании, режиму дня.
Ещё будучи в Тунисе, Ирина посылала свои стихи в различные журналы и имела первый опыт публикаций. При жизни поэтессы её стихи были напечатаны на страницах эмигрантских газет и журналов: «Годы», «Грани», «Звено», «Новое русское слово», «Новый журнал», «Перезвоны», «Последние новости», «Россия и славянство», «Русские записки», «Своими путями», «Студенческие годы», «Эос»; включены в поэтическую антологию «Якорь». В 1931 года вышел первый поэтический сборник «Стихи о себе», в 1939 году, незадолго до войны вышел второй сборник «Окна на Север».
В 1930-е годы Ирина отошла от литературно-общественных дел, хотя стихи писала до последних месяцев своей жизни. С 1917 по 1940 год поэтесса вела дневник, который она назвала «Повесть из собственной жизни».
В начале Второй мировой войны Юрия Софиева мобилизовали во французскую армию, после её капитуляции он вернулся в Париж, став активным участником Движения Сопротивления, укрывал у себя евреев и бежавших из концлагерей советских военнопленных.
Ирина Кнорринг умерла от диабета 23 января 1943 года, похоронена на кладбище Иври, под Парижем. 7 декабря 1965 года состоялось перенесение праха на русский участок кладбища Сент-Женевьев де Буа. Церемония была организована братом Ю. Софиева — Львом Оскаровичем Бек-Софиевым.

## Судьба наследия
Юрия Софиева в 1943 г. отправили на принудительные работы в Германию. В 1945 г. он вернулся во Францию, был сотрудником газеты «Русские новости» (в 1945—1955 гг.). После войны наблюдался огромный патриотический подъём среди русских эмигрантов. Советские паспорта получили муж, сын и родители Ирины Кнорринг. Однако посол СССР во Франции А. Е. Богомолов в личной беседе не рекомендовал спешить с возвращением на родину. «Вид на жительство в СССР», первоначально выданный в 1946 г., затем неоднократно «возобновлялся» вплоть до 1955 г. — в этом году Игорь Софиев с тестем и сыном, Юрий Софиев и Н. Н. Кнорринг приехали в СССР, где были определены на жительство в Алма-Ату. Мать Ирины Мария Владимировна умерла в 1954 г. в Париже.
Н. Н. Кнорринг издал в Париже в 1949 г. третий, посмертный, сборник стихов дочери — «После всего». Вернувшись на родину, отец Ирины написал в 1959 г. книгу воспоминаний «Книга о моей дочери», однако попытки издать её окончились ничем. «Книга о моей дочери» была впервые напечатана в 1993 г. в алма-атинском журнале «Простор», десять лет спустя книга вышла отдельным изданием.
В журнале «Простор» (1962, № 6) было напечатано семь стихотворений И. Кнорринг, в 1967 г. был издан маленький сборник стихов поэтессы — «Новые стихи». В 1960-е годы Н. Н. Кнорринг подготовил к изданию дневник своей дочери, в течение нескольких лет перепечатывая на машинке её рукописные тетради, но в то время издание осуществлено не было. Только спустя сорок лет инициативу по изданию Дневника взяла на себя Надежда Михайловна Чернова — жена Игоря Софиева, хранительница семейного архива.

Поэзия Кнорринг носит очень личный характер, главное в ней — тема любви и смерти. Кнорринг пользуется библейскими образами, но она не в состоянии включить ожидание смерти в сферу вневременного духовного бытия. Она говорит о значении моральных вопросов, о необходимости принимать свою судьбу и постоянно вспоминает любовь к сыну и мужу.
— Вольфганг Казак

## Семья
- Отец — Николай Николаевич Кнорринг (1880—1967) — писатель и историк
- Муж — Юрий Борисович Софиев (1899—1976) — поэт
  - Сын — Игорь Софиев (1929—2005), был женат на Надежде Черновой.